# Praga (Warschau)

Praga (Nord und Süd)

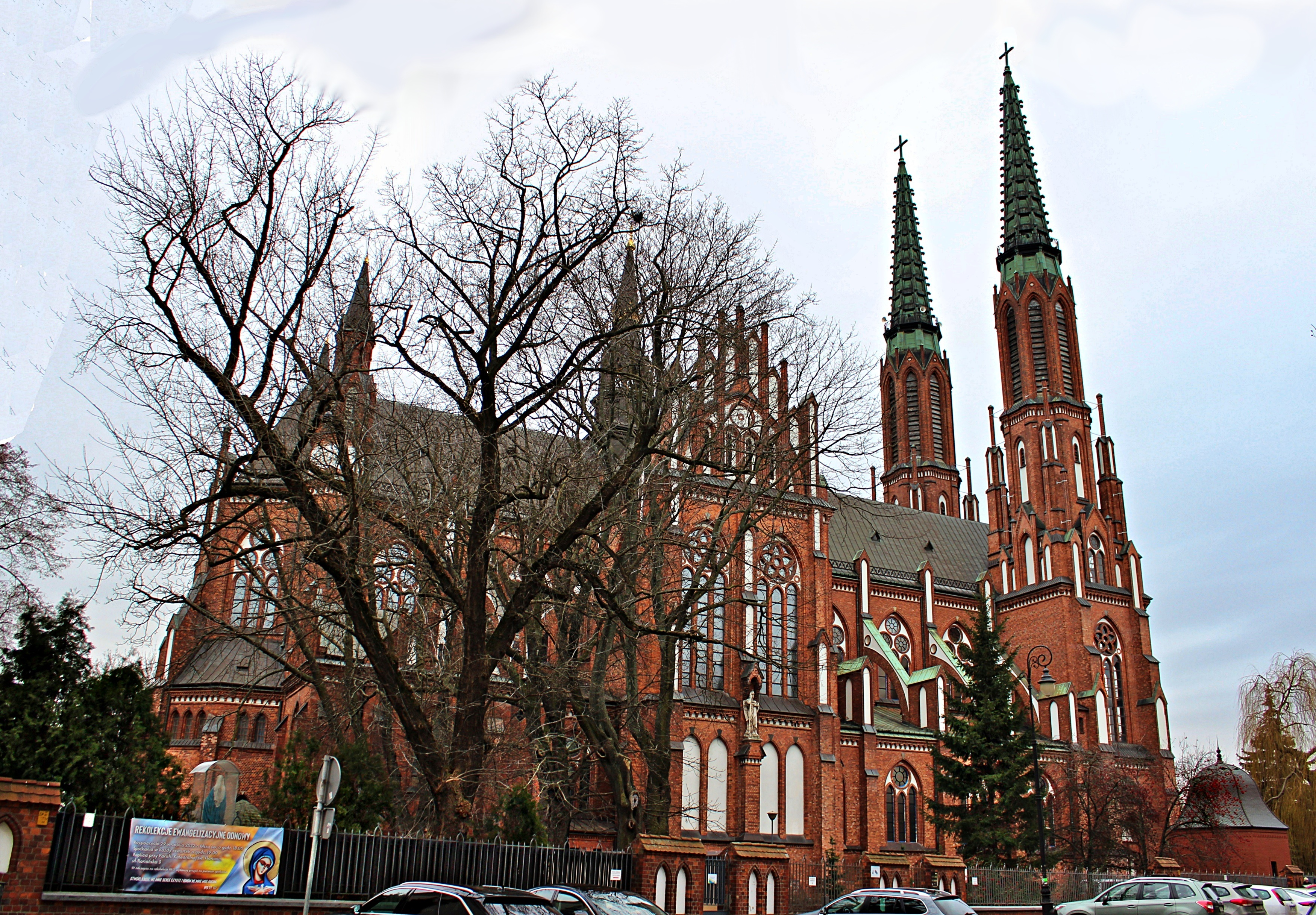
Kathedrale St. Michael und St. Florian

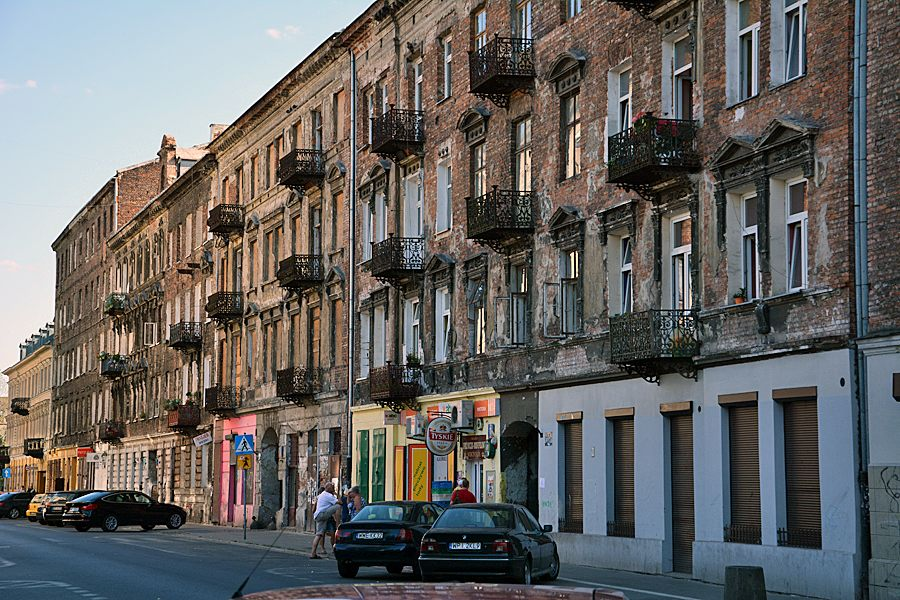
Typische Fassaden an der ul. Brzeska

Praga ist ein historischer Vorort, der heute zwei Stadtbezirke der polnischen Hauptstadt Warschau bildet. Praga liegt auf der rechten Weichselseite. Dieser erste östliche Vorort wurde 1791 eingemeindet. Ein besonders schöner Blick auf die Warschauer Altstadt bietet sich vom Pragaer Weichselufer.
In Praga steht die Kathedrale St. Michael und St. Florian, Bischofskirche des Bistums Warschau-Praga.

## Gliederung
Die Warschauer bezeichnen die historischen Vororte, die die heutigen zentralen Stadtbezirke östlich der Weichsel bilden, als Praga. Diese Stadtbezirke sind Praga-Północ (deutsch Praga-Nord) und Praga-Południe (deutsch Praga-Süd). Im weitesten Sinne werden fälschlich manchmal sämtliche Stadtteile östlich der Weichsel als Praga bezeichnet.

## Geschichte
Im 16. Jahrhundert, als Warschau zur neuen Hauptstadt von Polen wurde, wuchs die Stadt weit über die mittelalterlichen Stadtmauern der Alt- und Neustadt hinaus und hatte in jener Zeit über 50.000 Einwohner. Etwa gleichzeitig entstanden neue Stadtviertel bzw. Vororte beiderseits der Weichsel. Zwischen 1568 und 1573 entstand die erste über 500 m lange Weichselbrücke auf 18 Pfeilern, was die Ausdehnung der Stadtbebauung auf das rechte Weichselufer, das Praga genannt wurde, begünstigte. Im Jahr 1648 erhielt Praga, als erste neue geschlossene Siedlung auf dem rechten Weichselufer, die Stadtrechte und wurde damit zum ersten Vorort östlich von Warschau. Ab 1776 wurde die Altstadt durch eine weitere Brücke mit dem rechts der Weichsel gelegenen Praga verbunden.
Im November 1794 kam es im Rahmen des Kościuszko-Aufstands zur Schlacht von Praga, die mit einer schweren Niederlage für die polnischen Truppen endete und letztlich zur Dritten Teilung Polens führte.
Infolge des Novemberaufstands von 1830 wurde Praga erneut Schauplatz von Kämpfen. Im Februar 1831 kam es zu großen Kämpfen vor den Toren Pragas.
|  |  |